# مذبحة معسكر أشرف 2013
مذبحة معسكر أشرف 2013 كانت هجومًا إرهابيًا حدث في 1 سبتمبر 2013 واستهدف معسكر أشرف التابع لمنظمة مجاهدي خلق الإيرانية. أسفر الهجوم عن مقتل 52 عضوًا من المنظمة وفقدان 7 آخرين. ويُرجح أن القوات الأمنية العراقية نفذت الهجوم بدعم وتوجيه من الحكومة الإيرانية.
وفي 17 ديسمبر 2013، أفادت مجلة فورين بوليسي أن "مسؤولي الاستخبارات الأمريكية يعتقدون أن القوات الخاصة الإيرانية شاركت في الهجوم" ثم نقلت سبعة أعضاء من القوات سرًا إلى إيران. وذكرت المصادر الأمريكية أن أعضاءًا من الحرس الثوري الإيراني ساهموا في التخطيط للهجوم على المعسكر، بينما نفذ الهجوم الفعلي كتائب حزب الله وعصائب أهل الحق. وفيما يتعلق بتورط العراق، قال مسؤول أمريكي: "لم يتدخل الجنود العراقيون فيما كان يحدث في المعسكر، ولم يشاركوا في إطلاق النار."

## ردود الفعل
- الأمم المتحدة – أعرب الأمين العام للأمم المتحدة بان كي مون عن "أسفه العميق للأحداث المأساوية في معسكر أشرف."[4] كما أدان مكتب حقوق الإنسان التابع للأمم المتحدة وبعثة الأمم المتحدة لمساعدة العراق الهجوم.[5]
- الولايات المتحدة – أدانت وزارة الخارجية الأمريكية الهجوم وذكرت في بيانها: "نلاحظ أيضًا التصريحات المقلقة الصادرة عن الحرس الثوري الإيراني التي تُمجد هذا الهجوم، ونطالب الحكومة الإيرانية باستخدام أي نفوذ قد تمتلكه مع الجماعات التي قد تحتجز الأشخاص المفقودين من المعسكر لضمان إطلاق سراحهم الفوري."[6]
- الاتحاد الأوروبي – قالت كاترين أشتون، الممثلة العليا للاتحاد الأوروبي: "أدين بأشد العبارات عمليات القتل التي وقعت في معسكر أشرف."[7]
- المملكة المتحدة – صرح وزير الخارجية البريطاني أليستير بيرت: "أنا مصدوم لسماع أخبار العنف الذي وقع في معسكر أشرف، والذي نعلم أنه أسفر عن وفاة العديد من سكان المعسكر. نحن ندين ذلك تمامًا."[8]
- منظمة العفو الدولية – دعت المنظمة المعنية بحقوق الإنسان "السلطات العراقية إلى إجراء تحقيق شامل ونزيه."[9]

## وصلات خارجية
- مقتل العشرات في اشتباكات في معسكر أشرف لجماعة مجاهدي خلق في العراق
- اختطاف سبعة إيرانيين من معسكر أشرف